# Karabin Lebel Mle 1886

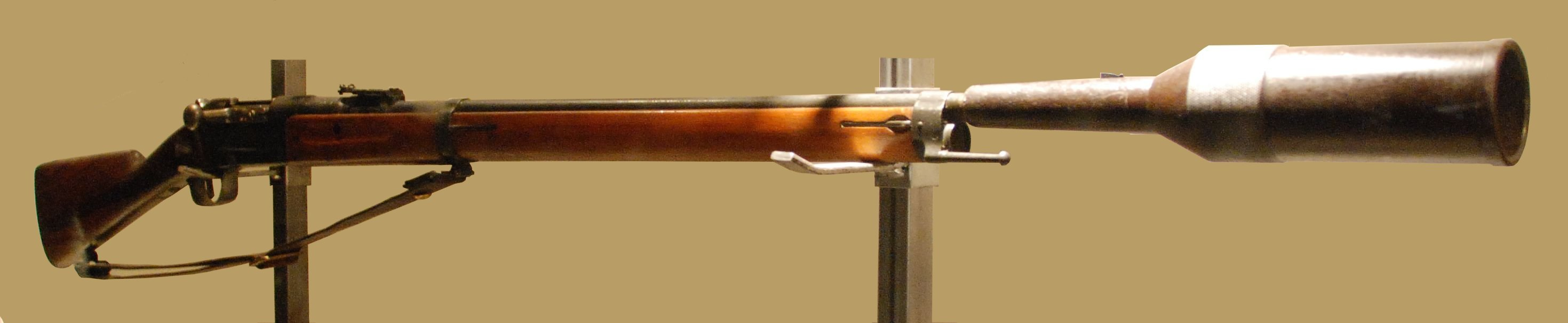
Karabin Lebel Mle 1886/93 z granatnikiem VB

Karabin Lebel Mle 1886 (fr. Fusil d'Infanterie Modèle 1886) – francuski karabin powtarzalny skonstruowany pod koniec XIX wieku. Pierwszy karabin zasilany amunicją elaborowaną prochem bezdymnym.

## Historia konstrukcji
W drugiej połowie XIX wieku nastąpił błyskawiczny rozwój broni strzeleckiej. Powodowało to częste wprowadzanie nowych modeli karabinów, ponieważ aktualnie użytkowana broń stawała się często przestarzała zaledwie w parę lat po wprowadzeniu do służby. W przypadku armii francuskiej koszty częstego wprowadzania nowych modeli karabinów starano się ograniczyć poprzez modernizację ich poprzedników. Dlatego przykładowo jednostrzałowy karabin Gras Mle 1874 był po prostu modyfikacją karabinu Chassepot Mle 1866, dostosowanym do zasilania amunicją z łuską metalową. Natomiast gdy konieczne stało się wprowadzenie do uzbrojenia karabinu powtarzalnego, nowy Kropatscheck Mle 1884 powstał poprzez dodanie magazynka rurowego do karabinu Grasa.
Ówczesne francuskie karabiny miały kaliber 11 mm, wymuszony stosowaniem prochu czarnego. Proch czarny, spalając się, wytwarza duże ilości stałych cząstek, które osadzając się w lufie zmuszają strzelca do częstego czyszczenia jej przewodu.
W 1884 (lub 1886) roku francuski chemik P. Vieille wynalazł proch nitrocelulozowy (bezdymny), który spalając się nie wytwarzał tak dużych ilości cząstek stałych, oraz charakteryzował się znacznie większą efektywnością. Umożliwiło to skonstruowanie karabinu o kalibrze mniejszym niż 10 mm. Francuzi, aby zmniejszyć koszty, postanowili opracowując nowy karabin oprzeć się na karabinie Mle 1884 i naboju 11 × 59 mm R.
Nowy nabój 8 × 50 mm R (M1886 B5) był pochodną starego naboju 11 mm (miał tę samą średnicę dna łuski). Nabój posiadał pocisk tępołukowy w płaszczu melchiorowym. Karabin był przekonstruowanym karabinem Mle 1884 przystosowanym do zasilania nową amunicją. Jedyną zmianą był nowy tłok zaporowy zamka, wyposażony w dwa rygle (we wcześniejszych francuskich karabinach ryglowanie zapewniała wyłącznie rączka zamkowa). Prace nad nowym karabinem nadzorowała komisja pod przewodnictwem pułkownika N. Lebela.
W 1886 roku karabin przyjęto do uzbrojenia jako Fusil d'Infanterie Modele 1886, ale najczęściej używano nazwy Lebel Mle 1886. Jak pokazał czas, oparcie się na konstrukcji starego naboju i karabinu było poważnym błędem. Nabój miał łuskę o silnie stożkowym kształcie, co utrudniało budowę magazynków pudełkowych. Jeszcze gorzej wyglądała sprawa karabinu. Przejęty z karabinu Mle 1884 magazynek rurowy był już anachronizmem. Wymagał on ładowania pojedynczymi nabojami, co sprawiało, że ładowanie magazynka było bardzo długie w porównaniu z karabinami wyposażonymi w magazynki pudełkowe. Dlatego wkrótce po rozpoczęcia produkcji karabinu Mle 1886 rozpoczęły się prace nad jego następcą.
Wkrótce po wprowadzeniu naboju 8 × 50 mm R powstała jego nowa odmiana z pociskiem ostrołukowym (M1886 D). Nowy nabój miał lepsze własności balistyczne, ale jedną wadę – ostre zakończenie pocisku w magazynku rurowym uderzało w spłonkę następnego naboju co mogło spowodować odpalenie naboju w magazynku i w rezultacie zniszczenie broni. Dlatego konieczne stało się skonstruowanie karabinu z magazynkiem pudełkowym. Pierwszą francuską bronią zasilana z takiego magazynka był karabinek M. Berthiera wprowadzony do uzbrojenia jako Berthier Mle 1890.
Pomimo wprowadzenia karabinka Berthiera piechota nadal posługiwała się karabinem Lebela. Podstawową przyczyną takiej sytuacji były wysokie koszty zastąpienia karabinów Lebela nową konstrukcją. Dopiero w 1907 rozpoczęto produkcję karabinu Berthier Mle 1907 (zasilany z pudełkowego magazynka trójnabojowego). Opóźnienie wprowadzenia do produkcji nowego karabinu spowodowało, że jeszcze w czasie pierwszej wojny światowej duża część żołnierzy francuskich była uzbrojona w karabiny Lebel Mle 1886, które w tym czasie były już bronią przestarzałą.
Podczas pierwszej wojny światowej karabiny Lebela znalazły się na uzbrojeniu Armii Polskiej we Francji (Błękitnej Armii). Były też jednym z typów karabinów używanych przez Wojsko Polskie w latach 1918–1921 (polskie oznaczenie Lebel wz. 1886). W 1938 w magazynach znajdowało się jeszcze 148 000 sztuk tego karabinu. W 1939 w karabiny Lebel wz. 86/93 wyposażono część oddziałów Obrony Narodowej. Ponownie broń ta znalazła się na uzbrojeniu oddziałów Armii Polskiej we Francji w 1940 r.
W latach 1935–1939 ok. 10 000 karabinów Mle 1886 przebudowano przez skrócenie lufy i magazynka na karabinki Mle 1886 M93 R35.

## Wersje
- Lebel Mle 1886 – pierwsza wersja karabinu
- Lebel Mle 1886/93 – wersja zmodernizowana. Karabin wyposażony w wzmocnioną komorę zamkową i zmodernizowany zamek. Karabin został wyposażony w koźlik (pręt umożliwiający stawianie karabinów w kozły) i nową podstawę bagnetu zapewniającą większą stabilność.
- Lebel Mle 1886 M93 R35 – karabinek powstający przez przebudowę karabinów Mle 1886.

## Opis konstrukcji
Karabin Mle 1886 był indywidualną bronią powtarzalną. Zamek czterotaktowy, ślizgowo-obrotowy. Ryglowanie za pomocą dwóch rygli (trzecim pomocniczym ryglem była rączka zamkowa). Zasilanie ze stałego, rurowego magazynka podlufowego o pojemności 8 naboi. Przyrządy celownicze składały się z trójkątnej muszki i celownika krzywiznowego. Broń była wyposażona w czworograniasty bagnet Mle 1886.